# Diocesi di Andong
La diocesi di Andong (in latino Dioecesis Andongensis) è una sede della Chiesa cattolica in Corea suffraganea dell'arcidiocesi di Daegu. Nel 2022 contava 52.333 battezzati su 686.798 abitanti. È retta dal vescovo John Chrisostom Kwon Hyok-ju.

## Territorio
La diocesi comprende le città di Mungyeong, Sangju, Andong, Yeongju e le contee di Bonghwa, Yeongdeok, Yeongyang, Yecheon, Uljin, Uiseong e Cheongsong nella provincia di Nord Gyeongsang in Corea del Sud.
Sede vescovile è la città di Andong, dove si trova la cattedrale di Mokseong-dong.
Il territorio si estende su 10.788 km² ed è suddiviso in 103 parrocchie.

## Storia
La diocesi è stata eretta il 29 maggio 1969 con la bolla Quae in Actibus di papa Paolo VI, ricavandone il territorio dall'arcidiocesi di Daegu e dalla diocesi di Wonju.

## Cronotassi dei vescovi
Si omettono i periodi di sede vacante non superiori ai 2 anni o non storicamente accertati.
- René Marie Albert Dupont, M.E.P. † (29 maggio 1969 - 6 ottobre 1990 dimesso)
- Ignatius Pak Sok-hi † (6 ottobre 1990 - 4 ottobre 2000 deceduto)
- John Chrisostom Kwon Hyok-ju, dal 16 ottobre 2001

## Statistiche
La diocesi nel 2022 su una popolazione di 686.798 persone contava 52.333 battezzati, corrispondenti al 7,6% del totale.
| anno | popolazione | popolazione | popolazione | presbiteri | presbiteri | presbiteri | presbiteri                | diaconi | religiosi | religiosi | parrocchie |
| anno | battezzati  | totale      | %           | numero     | secolari   | regolari   | battezzati per presbitero | diaconi | uomini    | donne     | parrocchie |
| ---- | ----------- | ----------- | ----------- | ---------- | ---------- | ---------- | ------------------------- | ------- | --------- | --------- | ---------- |
| 1970 | 27.742      | 1.713.880   | 1,6         | 25         | 7          | 18         | 1.109                     |         | 18        | 32        | 19         |
| 1980 | 30.038      | 1.540.000   | 2,0         | 29         | 16         | 13         | 1.035                     |         | 16        | 50        | 21         |
| 1990 | 39.908      | 1.787.000   | 2,2         | 32         | 24         | 8          | 1.247                     |         | 12        | 93        | 24         |
| 1999 | 42.771      | 915.760     | 4,7         | 46         | 42         | 4          | 929                       |         | 4         | 147       | 29         |
| 2000 | 43.437      | 935.675     | 4,6         | 49         | 48         | 1          | 886                       |         | 1         | 156       | 31         |
| 2001 | 44.350      | 906.573     | 4,9         | 51         | 50         | 1          | 869                       |         | 1         | 157       | 31         |
| 2002 | 44.130      | 889.832     | 5,0         | 51         | 50         | 1          | 865                       |         | 1         | 151       | 31         |
| 2003 | 44.211      | 844.396     | 5,2         | 54         | 53         | 1          | 818                       |         | 1         | 170       | 32         |
| 2004 | 44.666      | 846.476     | 5,3         | 58         | 54         | 4          | 770                       |         | 4         | 171       | 33         |
| 2006 | 45.283      | 785.472     | 5,8         | 63         | 57         | 6          | 718                       |         | 7         | 169       | 35         |
| 2012 | 47.837      | 761.000     | 6,3         | 67         | 63         | 4          | 713                       |         | 6         | 169       | 38         |
| 2015 | 49.487      | 728.959     | 6,8         | 75         | 63         | 12         | 659                       |         | 13        | 168       | 39         |
| 2018 | 51.359      | 717.858     | 7,2         | 79         | 69         | 10         | 650                       |         | 11        | 122       | 104        |
| 2020 | 52.326      | 706.978     | 7,4         | 83         | 81         | 2          | 630                       |         | 3         | 121       | 108        |
| 2022 | 52.333      | 686.798     | 7,6         | 83         | 81         | 2          | 630                       |         | 14        | 111       | 103        |